# Ulysses Marcondes Escobar
Ulysses Marcondes Escobar foi um político brasileiro do estado de Minas Gerais. Foi deputado estadual em Minas Gerais durante o período de 1955 a 1967 (3ª à 5ª legislatura). Atuou como suplente na legislatura seguinte.